# Злотников Роман Валерійович
Роман Валерійович Злотников (рос. Роман Валерьевич Злотников, 13 травня 1963, Арзамас-16) — російський письменник-фантаст, лауреат низки літературних премій.

## Біографія
Роман Злотников народився у секретному місті радянських атомників Арзамас-16 (натепер місту повернуто історичну назву Саров). У віці 3 років майбутній письменник перебрався до іншого міста радянських атомників Обнінська. У цьому місті він закінчив середню школу, після чого вступив до Саратовского вищого військового командного училища МВС СРСР. Після закінчення військового училища Злотникова направили до частини Внутрішніх військ МВС СРСР, у якій він служив до 1992 року. З 1992 року Роман Злотников працював у Обнінському філіалі ВІПК МВС Росії. З 1998 року Злотников розпочав займатися літературною діяльністю, а з 2004 року вийшов на пенсію, і займається виключно літературою.

## Літературна творчість
З 1998 року Роман Злотников розпочав займатися літературною діяльністю. Першим опублікованим романом письменника став роман «Шпаги над зірками», який можна віднести до жанру космічної опери. У доробку письменника є твори, які можна віднести до різних жанрів фантастики, як «часова опера», так і альтернативної історії, космічного бойовика та фентезі. Більшість творів Злотникова відносяться до більш ніж 20 циклів творів, серед яких виділяються «Грон», «Берсерки», «Імперія», «Арвендейл», «Світ Вічного», «Руїгат», «Землянин». У своїх творах письменник часто піднімає тему відновлення влади імператора в Росії, вважаючи владу імператора та встановлення імперії такою, яка найбільш повно реалізувати здібності людини. На думку Злотникова, однією з причин руйнування Російської Імперії та СРСР стало переродження еліт цих держав у прошарок спадкових нероб.

## Нагороди та премії
Роман Злотников є лауреатом низки російських премій фантастики. Зокрема, він у 2007, 2011 та 2016 роках став лауреатом премії «Басткон», а в 2007 році премії «Місячна веселка». У 2008 році він став лауреатом премії «Орден лицарів фантастики» імені Ігоря Халимбаджі, а в 2013 році премії «Аеліта». У 2011 році письменник став лауреатом «РосКона», а в 2018 році премії «Інтерпрескон».

## Особисте життя
Роман Злотников одружений, у подружжя є дочка і син.

## Вибрана бібліографія

### Цикл «Грон»
- Обречённый на бой (1999)
- Смертельный удар (1999)
- Последняя битва (2002)
- Прекрасный новый мир (2008)
- Пощады не будет (2009)
- Сердце башни (2015)

### Цикл «Берсерки»
- Мятеж на окраине галактики (2000)
- Бойцы с окраины галактики (1999)
- Принцесса с окраины галактики (2008)

### Цикл «Імперія»
- Виват император! (2001)
- Армагеддон (2002)

### Цикл «Арвендейл»
- Арвендейл (2004)
- Герцог Арвендейл (2005)
- Арвендейл. Император людей (2007)
- Арвендейл. Дерзкий рейд (2017)
- Арвендейл. Долгое море (2017)
- Арвендейл. Нечистая кровь (2018)
- Арвендейл. Нечистая кровь. Корни Тьмы (2019)
- Арвендейл Обречённый. Трое из Утренней Звезды (2018)

### Цикл «Світ Вічного»
- Охота на охотника (2005)
- Счастливчик Сандерс (2005)
- Правило русского спецназа (2005)
- Бешеный медведь (2006)
- Шпаги над звёздами (1997)
- Восставший из пепла (2000)
- И пришёл многоликий… (2001)
- Последний рейд (2003)
- Взгляд со стороны (2017)
- Точка сингулярности (2017)
- Кто есть кто (2018)
- Выживший с «Ермака» (2017)

### Цикл «Лицарі Порогу»
- Путь к Порогу (2010)
- Братство Порога (2010)
- Время твари (2011)
- Последняя крепость (2012)

### Цикл «Руїгат»
- Руигат. Рождение (2010)
- Руигат. Прыжок (2013)
- Руигат. Схватка (2016)